# Мандрівний фронт
«Мандрівний фронт» (рос. «Кочующий фронт») — фільм режисера Бараса Халзанова, він же співавтор сценарію. Знятий на Свердловській кіностудії 1971 року. Прем'єра кінокартини відбулася 13 березня 1972 року.

## Сюжет
Дія фільму відбувається у 1919 році. У Росії громадянська війна. Не оминула вона стороною і Єнисейську губернію. Тут, в глибокому тилу колчаківських військ, три десятка сіл у відповідь на безчинства білогвардійців і їх поплічників проголошують партизанську Радянську Баджейскую республіку.
За короткий час червоні партизани перетворилися в грізну силу, керовану Петром Щетінкіним, повним Георгіївським кавалером, ставшим під час першої світової війни офіцером, який до 1917 року дослужився штабс-капітана. Партизани діяли здебільшого на колчаківських комунікаціях, сильно ускладнюючи постачання армії Колчака країнами Антанти. Це змусило Колчака кинути проти партизан Баджейської республіки цілу дивізію, знявши її з фронту, що само по собі стало великою допомогою Червоній Армії.
Перші ж бої партизан показали ефективність стратегії Петра Щетінкіна. Пізніше, щоб уникнути лобових зіткнень з кількісно переважаючими партизан білими військами і врятувати поранених партизан, а також жінок і дітей, що йшли з партизанами, Щетінкін приймає рішення перейти кордон з Монголією. Він піднімає проти експлуататорів монгольських робітників, об'єднується з ними і, завдаючи далі удари по білим в несподіваних для них місцях, доводить боротьбу до переможного кінця.

## Актори
- Петро Глєбов —  Петро Щетінкін
- Афанасій Кочетков —  барон Унгерн-Штернберг
- Валентин Кулик —  адмірал Колчак
- Юрій Соломін —  корнет Олексій Шмаков
- Григорій Гецов —  генерал Розанов
- Леонід Кулагин —  осавул Григорій Самбурський
- Наталія Кустинська —  Віра Турчанінова
- Микола Прокопович —  Турчанінов
- Роман Хомятов —  Іванов
- Асанбек Умуралієв — Хата-Батор Максаржав
- Туган Реджиметов —  Дамдіни Сухе-Батор
- Нурмухан Жантурін — Лопсан Чамза
- Євген Новіков —  Кравченко
- Інга Будкевич —  Васса
- Шавкат Газієв —  Кайгал
- Жанна Керімтаєва —  Албанчі
- Юрій Васильєв —  білий офіцер

## Знімальна група
- Режисер —  Барас Халзанов
- Сценаристи —  Барас Халзанов, Михайло Колесников
- Оператор — Геннадій Черешко
- Композитор — Євген Крилатов